# Río Svartån
El río Svartån es un curso de agua en el condado de Västmanland, Suecia.  Tiene 91 km de largo, pasa por las localidades de Skultuna y Västerås  y desemboca en el lago Mälar o Mälaren.  El nombre Västerås deriva del término Västra Aros, que significa "salida occidental".
El río tuvo un papel importante en el desarrollo industrial de la región desde el siglo XVII hasta principios del siglo XX como fuente de energía hidroeléctrica. Las represas hidroeléctricas de pequeña escala se encuentran en Västerås (la casa de las Turbinas y el molino de Falkenberg), Skerike y Skultuna, entre otros.  El río también proporcionó energía para las numerosas ruedas hidráulicas asociadas con la centenaria fundición de cobre de Skultuna, Skultuna mässingsbruk .

## Galería

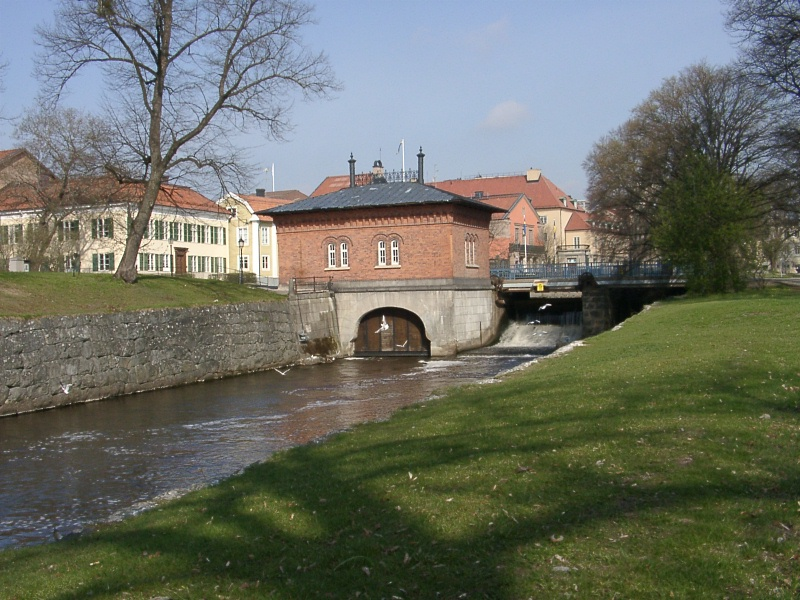
Casa de las Turbinas en Västerås.
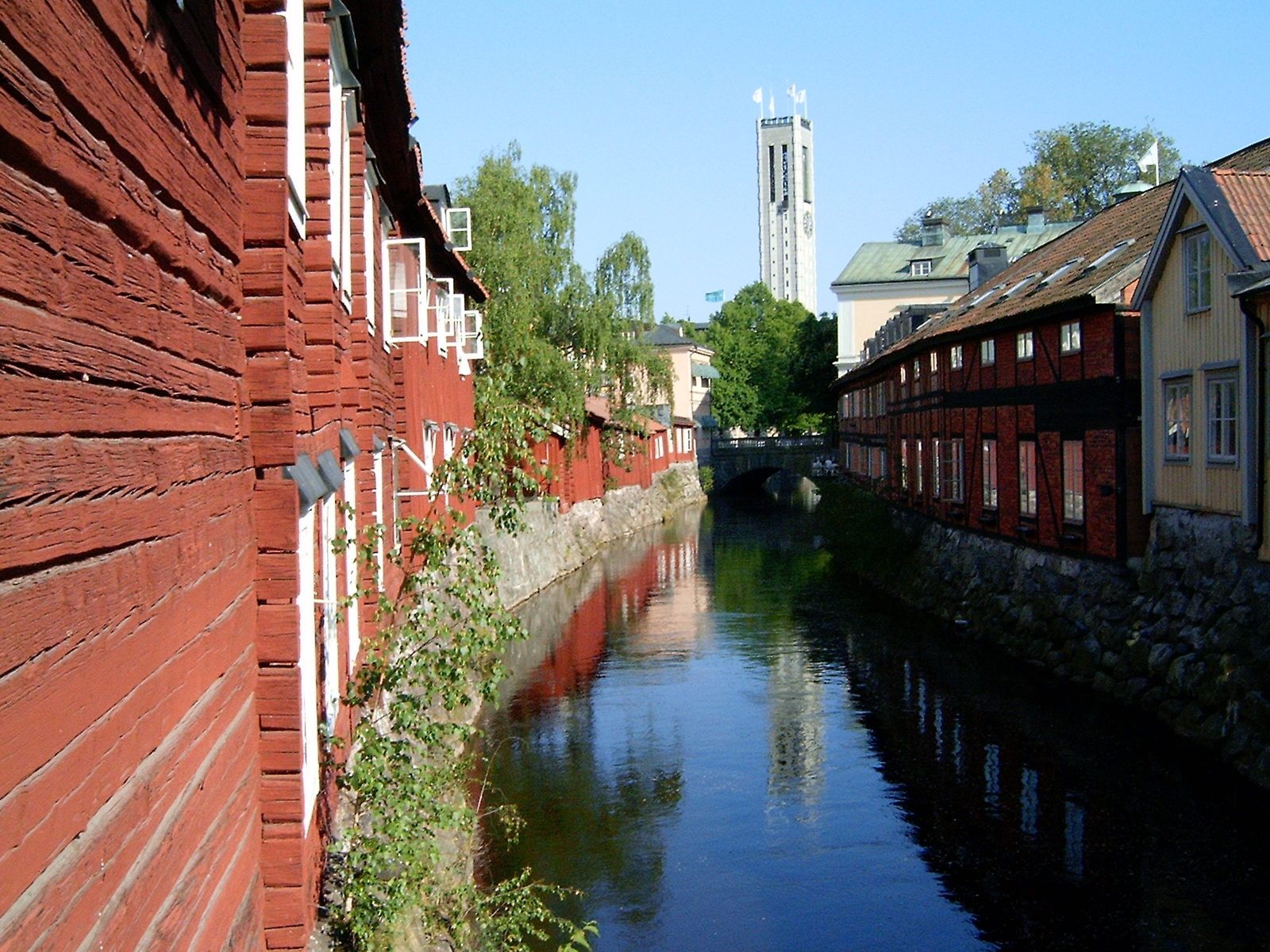
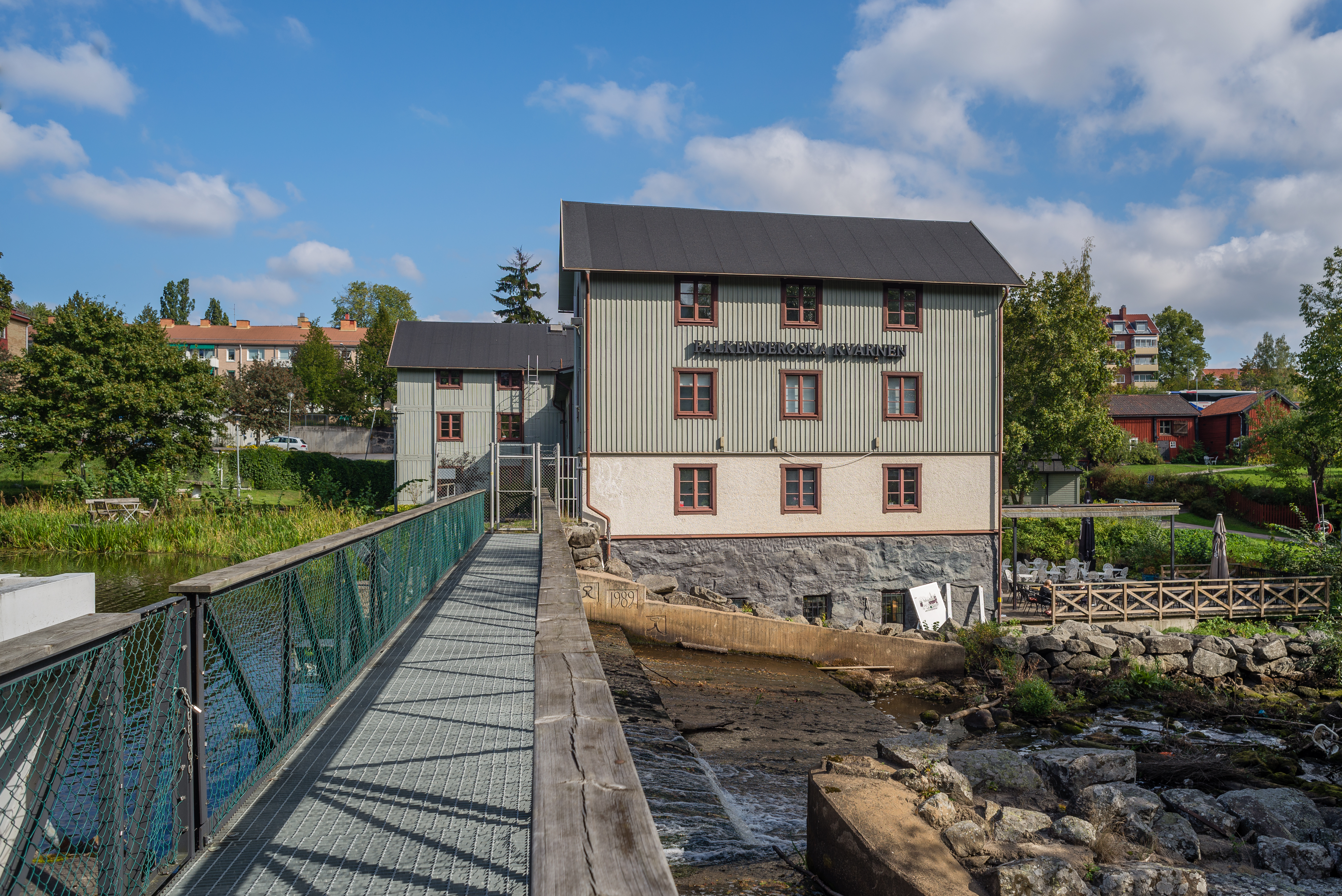
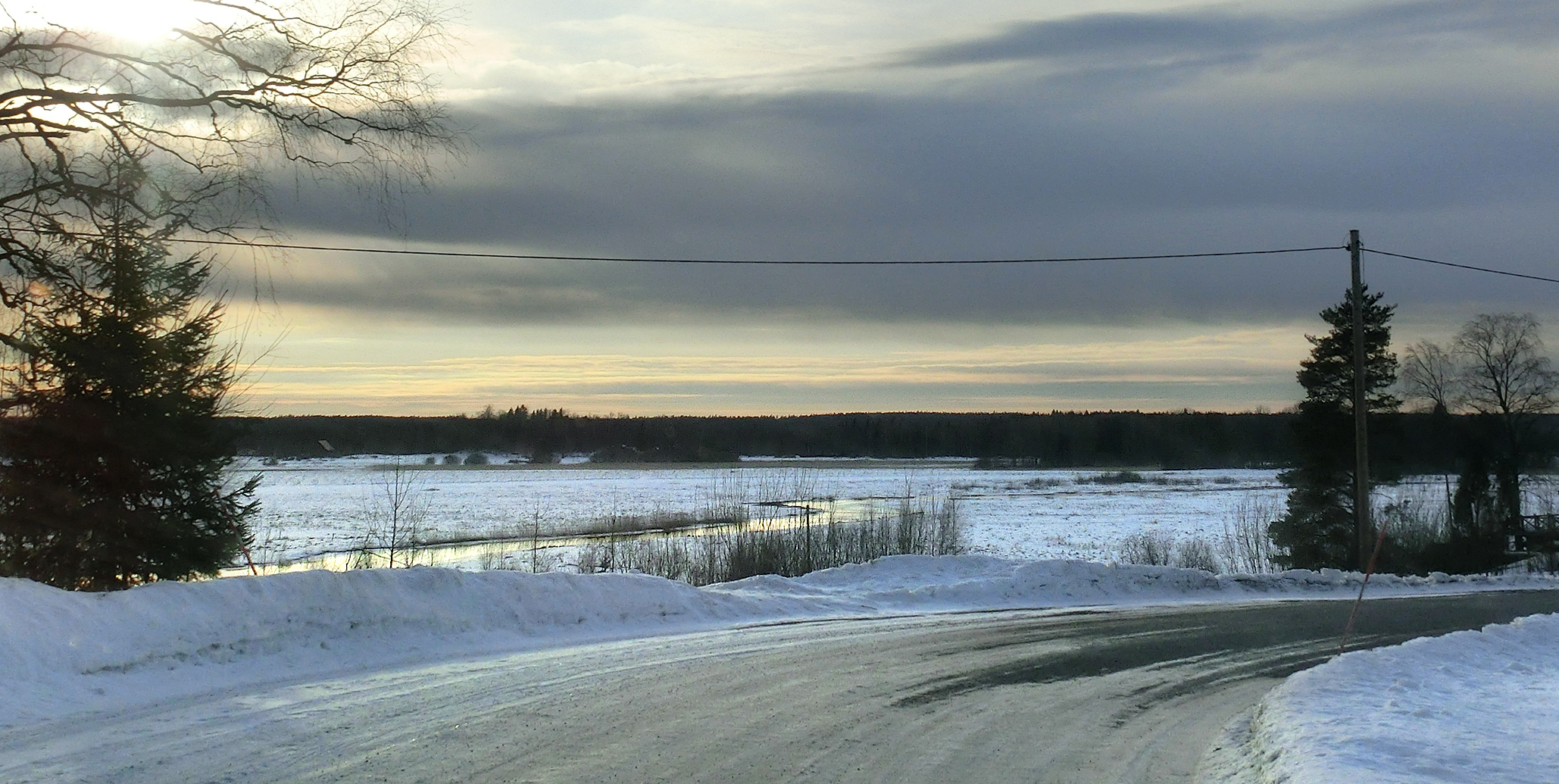
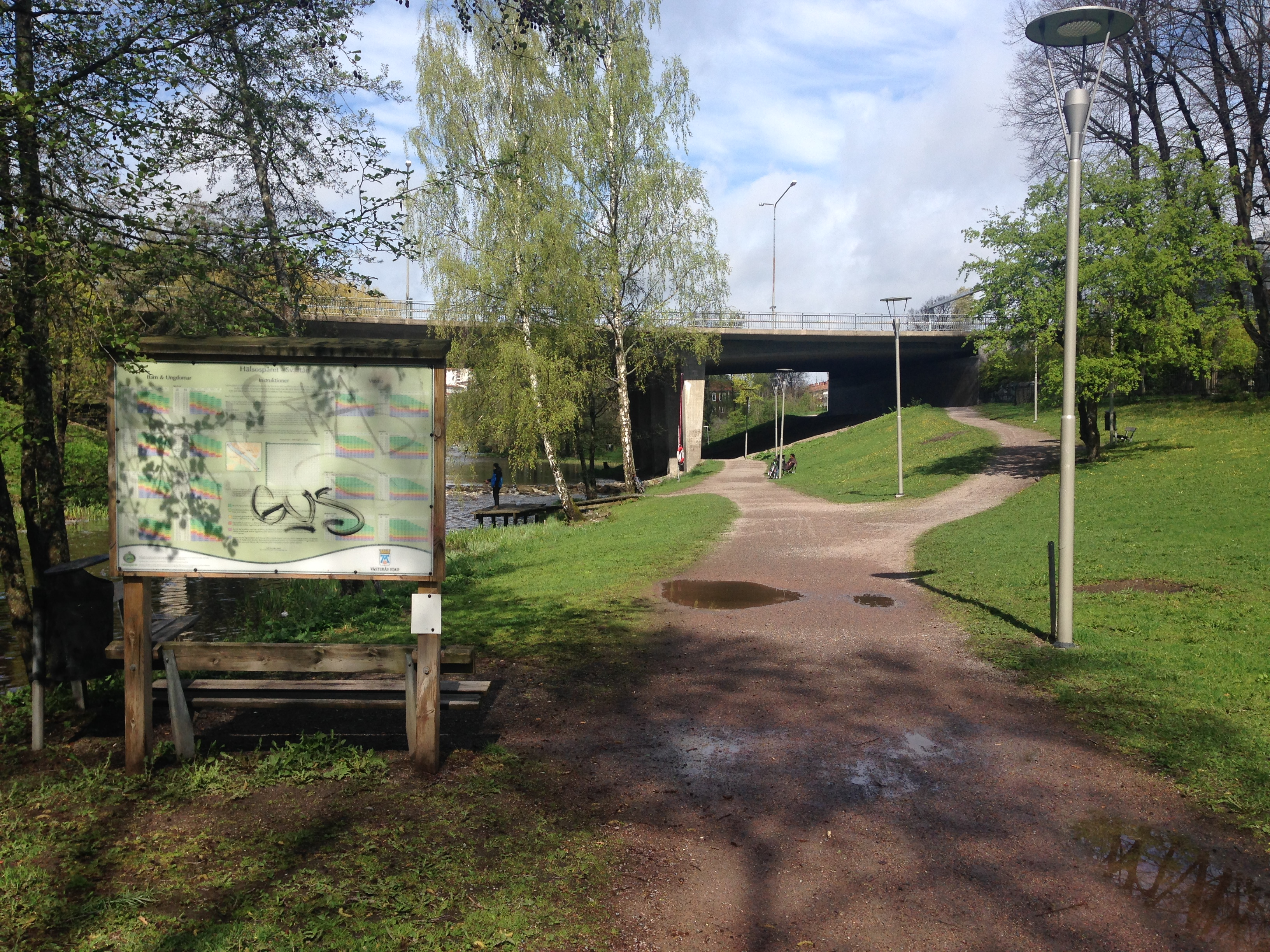